# Podmíněný příkaz
Podmíněný příkaz je v informatice konstrukce - řídicí struktura, která v programovacích jazycích umožňuje provést různý zdrojový kód v závislosti na logickém vyhodnocení určitého výrazu (logický výraz s výstupní hodnotou typu boolean).

## If–then(–else)
```
If
 
(
boolean
 
podmínka
)
 
Then

    
(
z
 
toho
 
plynoucí
 
kód
)

Else

    
(
alternativní
 
kód
)

End
 
If

```

### Else if
```
if
 
podmínka
 
then

   
--příkazy

elseif
 
podmínka
 
then

    
-- další příkazy

elseif
 
podmínka
 
then

    
-- další příkazy;

...

else

    
-- jiné příkazy;

end
 
if
;

```